# Pável Yáblochkov
Pável Nikoláievich Yáblochkov (transliteración del alfabeto cirílico ruso Павел Николаевич Яблочков; Serdobski, oblast  de Sarátov 1847 – 1894) fue un ingeniero eléctrico ruso; empresario e inventor de la lámpara Yáblochkov y de un transformador. Sentó las bases para futuras invenciones en el campo de la iluminación eléctrica, las máquinas eléctricas, las celdas galvánicas y los acumuladores de energía.

## Biografía

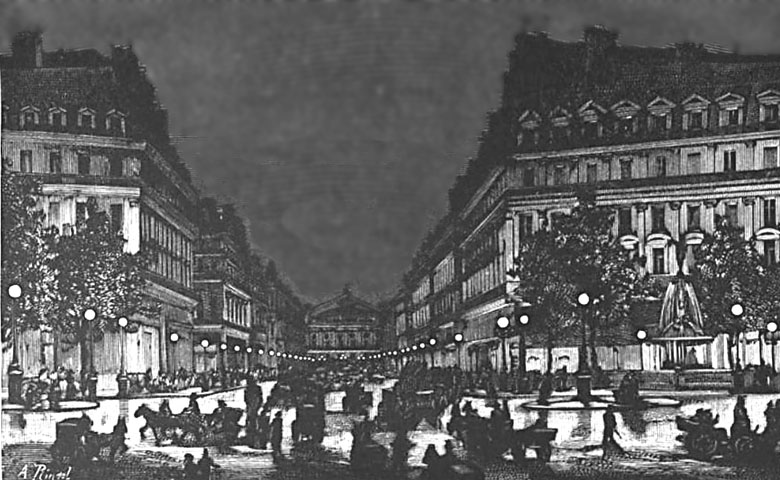
Demostración de las brillantes lámparas de arco eléctrico inventadas por Yáblochkov para la Exposición de París de 1878 brillando a lo largo de la Avenue de l'Opéra tras haber suplantado a las lámparas basadas en gas de alumbrado.

### Infancia
Pável Nikoláievich Yáblochkov nació el 14 de septiembre de 1847 en Serdobski, una humilde aldea de la región de Sarátov perteneciente al Imperio Ruso. Ese mismo año, una epidemia de cólera causó estragos en la región del Volga. Hijo de Nikolái Pávlovich y Yelizaveta, su infancia transcurrió en la espaciosa mansión de un terrateniente; pasando sus primeros años en la calma de la pequeña nobleza rusa. Mostró desde temprana edad interés por la ciencia, y siendo muy joven llegó a inventar un goniómetro que facilitó la medición de tierras en poblados vecinos.

### Estudios

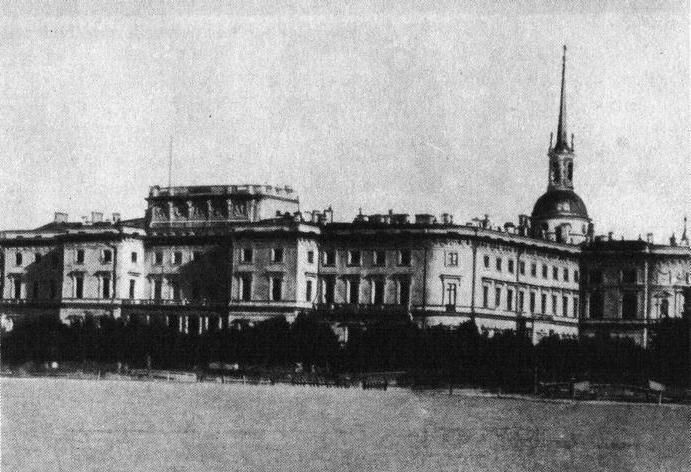
Instituto de Ingeniería Militar Nikoláyev.

Cuando tenía once años, Pável fue matriculado en un colegio de Sarátov, pero duró poco tiempo estudiando, ya que su familia se arruinó, viendo  la carrera militar como única opción para salir de tal situación. De este modo, alentado por su padre, Pavel se trasladó al Palacio Pavlovski del zar, conocido por el nombre de Castillo de Ingenieros por los habitantes de esa época, viviendo en la pensión del profesor de la escuela, el general César Kui, talentoso ingeniero militar. Se graduó en el Instituto de Ingeniería Nikoláyev (actualmente Universidad de Ingeniería Técnico-militar) como ingeniero militar en 1866; y fue ascendido a subteniente y destinado a prestar el servicio en el batallón de zapadores de la guarnición de fortificaciones de Kiev. Aproximadamente un año después se retiró del ejército por enfermedad.
Un año después de su retiro volvió a incorporarse al ejército y comenzó a estudiar en la Escuela Técnica Galvánica de San Petersburgo en 1869, donde amplió y profundizó sus conocimientos en la esfera del “galvanismo y magnetismo”, pues en ese tiempo no existía la palabra “electrotecnia”. Después de ocho meses de formación, Yáblochkov fue nombrado jefe del equipo galvánico del 5º Batallón, donde permaneció hasta septiembre de 1872.

### Trabajos
Después de abandonar definitivamente el ejército, se dirigió a Moscú, donde pasó a dirigir el servicio de telégrafos del ferrocarril Moscú-Kursk. Esto le permitió disponer de un laboratorio, en el que pudo comprobar algunas de sus ideas. 
Se convirtió en miembro del Museo Politécnico de Moscú, donde conoció los métodos contemporáneos de iluminación eléctrica. Vio margen de mejora en los sistemas de iluminación de arco existentes, y su primer proyecto en esta área hizo mejoras en el regulador de Foucault. Esto se aplicó con éxito en la primavera de 1874 para alimentar una lámpara de arco en el funcionamiento del ferrocarril Moscú-Kursk.
Una vez dejó de trabajar en el ferrocarril Moscú-Kursk junto a su amigo Glujov, ingeniero eléctrico con experiencia, abrió su propio negocio: un taller electrónico universal, trabajando en la mejora de los métodos de la batería, la dínamo y de la iluminación. Durante uno de sus experimentos en 1875 con la electrólisis del carbón, produjo accidentalmente un arco brillante con dos barras en paralelo, que iluminaban su laboratorio. El uso de estas barras paralelas proporcionó la base e inspiración para sus mejoras a la lámpara de arco. Aun así al negocio no les fue bien y Yáblochkov se vio obligado a salir del país para no ser encarcelado por sus deudas.
En el otoño de 1875, Yáblochkov se había trasladado a París, donde entró al servicio de Louis Francois Clément-Breguet, un famoso académico. Bajo la protección de Breguet, Yáblochkov continuó su trabajo en la iluminación de arco.
En París, en la primavera de 1876, obtiene la patente francesa de invención para su lámpara eléctrica, que gozó de un éxito inmediato y le proporcionó reconocimiento internacional. 
Después de la venta de sus patentes a una empresa francesa, regresó a Rusia a finales de 1878, siendo recibido como un héroe. Formó su propia compañía, "Asociación de Iluminación Eléctrica PN Yáblochkov Inventor y Co" en 1879. Disfrutó de un cierto éxito con la instalación de sistemas de iluminación de arco en los tribunales de San Petersburgo. 
Yáblochkov regresó a París en 1880, preparándose para la primera Exposición Internacional Electrotécnica, que abrió sus puertas el 1 de agosto de 1881. Esta exposición se centró, sin embargo, en las lámparas incandescentes desarrollados por Thomas Alva Edison, que podían funcionar hasta mil horas sin tener que ser reemplazadas. Mientras que Yáblochkov fue reconocido en la exposición como un pionero e innovador, sus contribuciones ya habían caído en desuso.

### Últimos años
Después de la exposición de 1881, Yáblochkov disfrutó de poco éxito. Pasó un período de deterioro de la salud y dificultades financieras, obligándolo a regresar a San Petersburgo en 1892 con su fortuna muy mermada. Regresó a su provincia natal de Sarátov a finales de 1893, y estableció una oficina donde trabajó en los planes para la iluminación de Sarátov. Sin embargo, su salud se deterioró rápidamente y falleció de un problema cardíaco el 31 de marzo de 1894. Fue enterrado en el pueblo de Sapozhok (hoy distrito de Rtischevskogo) en la Iglesia del Arcángel Miguel.

## Inventos

### Lámpara Yáblochkov

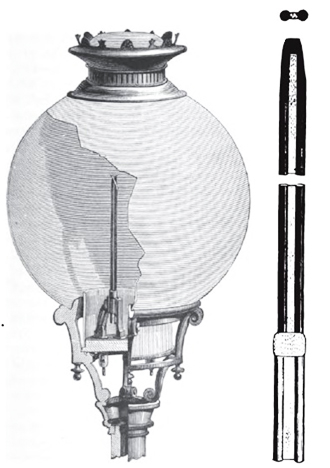
Lámpara Yáblochkov

La lámpara emplea un diseño de barras paralelas de carbono, que se diferenciaba de las lámparas de arco anteriores, en que las varillas de carbono se enfrentaban entre sí. El diseño de Yablockhov permitía que la vida de la lámpara eléctrica pudiera durar mucho más tiempo que las lámparas de arco anteriores, que normalmente duraban solo unos momentos antes de quemarse. En contraste, la lámpara Yáblochkov podía durar aproximadamente una hora y media antes de tener que ser reemplazada. 
En París Yáblochkov construyó una muestra industrial de la "lámpara eléctrica". Allí desarrolló su idea de luz de arco en un sistema completo de iluminación eléctrica, propulsado por generadores de corriente directa y equipado con un inversor para suministro de corriente alterna monofásica. El primer uso público del sistema Yáblochkov se puso en servicio en octubre de 1877 en los almacenes del Louvre. 
Durante 1877 y 1878 Yáblochkov continuó trabajando en mejorar su sistema de iluminación, lo que incluyó el desarrollo de un generador de corriente alterna, un transformador de corriente alterna, y sistemas de luces eléctricas basados en condensadores y transformadores que podrían permitir que múltiples lámpara se encendiesen con un solo generador.
En noviembre de 1878 Yáblochkov se presentó a la Exposición Universal de París con la oportunidad única de hacer una espectacular demostración para una audiencia mundial, coronada con el éxito al mantener 64 de sus lámparas instaladas a lo largo de media milla de la avenida y alrededor de la Plaza.
La sencillez de la lámpara de Yáblochkov tenía una gran ventaja: su utilidad era comprensible por los hombres de negocios que no entendían nada de técnica. Por eso conquistó el mundo entero con tanta rapidez, vendiéndose en muchos países europeos como Bélgica, España, Portugal, Suecia y Grecia, así como en ciudades de otros continentes, incluyendo Río de Janeiro, Ciudad de México, Nueva Delhi, Calcuta y Madras. El Sha de Persia y el rey de Camboya utilizaron las lámparas para iluminar sus palacios, lo que hizo que la fábrica en su mayor apogeo produjera ocho mil lámparas diarias, que alumbraban los famosos almacenes, los hoteles, la ópera y el hipódromo cubierto de París, así como el puerto de El Havre.

## Legado

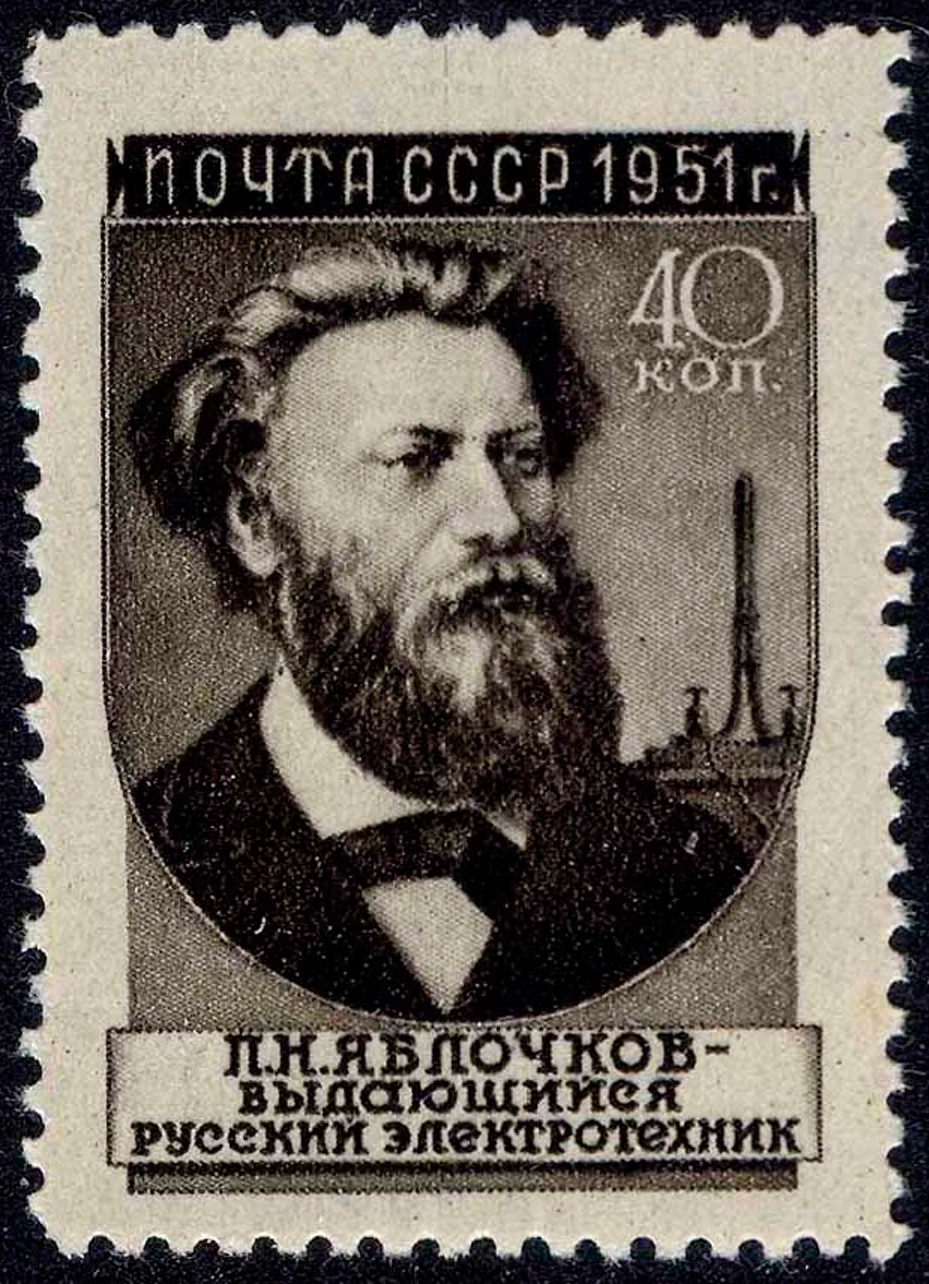
Estampilla soviética conmemorativa, 1951

Yáblochkov desde mediados de la década de 1880 se ocupó principalmente de solucionar los problemas relacionados con la generación de energía eléctrica. Construyó una máquina eléctrica, que tenía la mayor parte de las características del moderno inductor. Efectuó una extensa investigación sobre la transformación de la energía del combustible en energía eléctrica, sugirió una celda galvánica con electrolito alcalino y creó una celda regenerativa (llamada auto acumulador). 
Fue el primer inventor en el mundo que consolidó la idea de la existencia de la luz eléctrica en las mentes de los hombres. La lámpara eléctrica dejó de ser un milagro exótico, acercándose al hombre común. La breve y agitada historia de esta invención aceleró la solución de muchas tareas urgentes de la técnica de entonces, mostró la necesidad de centralizar fuentes de corriente, ayudó a resolver el problema del fraccionamiento de la energía eléctrica y estableció los fundamentos de la futura industria electrotécnica. 
En el siglo XX, Yáblochkov fue reconocido como un héroe nacional ruso. La iglesia que albergaba a su sepultura fue destruida a finales de 1930, por lo que en 1947, para conmemorar el 100 aniversario de su nacimiento, Serguéi Ivánovich Vavílov, entonces presidente de la Academia Rusa de Ciencias, trató de hallar la localización exacta de la tumba. Tras entrevistar a los ancianos del pueblo y la revisar los documentos del archivo local se llegó a un lugar probable, y se erigió un monumento en este sitio el 26 de octubre de 1952.

## Reconocimientos
A pesar de que Yáblochkov no es un nombre muy conocido fuera de Rusia, su influencia en la ingeniería eléctrica fue considerable y contribuyó en este campo a revolucionar la forma en la que se concebía el mundo.
- En 1951, la URSS emitió un sello postal conmemorativo que celebra sus logros, así como obras de arte conmemorativas en 1987 y 1997.

- Calles de Moscú, San Petersburgo, Sarátov, Serdobsk, así como de muchas otras ciudades rusas, llevan su nombre.

- El cráter lunar Yablochkov lleva este nombre en su memoria.[2]